# Syrianska Idrottsföreningen Kerburan
O Syrianska Idrottsföreningen Kerburan, ou simplesmente Syrianska IF Kerburan, é um clube de futebol da Suécia fundado em  1977. Sua sede fica localizada em Västerås.